# 鈴木聡一郎 (工学者)
鈴木 聡一郎（すずき そういちろう、1959年7月7日 - ）は日本のロボット工学者、スポーツ工学者。
北見工業大学第10代学長。学位は博士（情報科学）。
専門はロボット工学、福祉工学、スポーツ工学。北海道函館市出身。

## 経歴
1984年に北海道大学工学部金属工学科卒業後、アシックスに入社。同社スポーツ工学研究所での研究活動を経て、1993年に北見工業大学工学部機械システム工学科助手として赴任。並行して東北大学大学院情報科学研究科で学び、1999年に博士後期課程修了。同年、北見工業大学機械システム工学科助教授。2011年、同学科教授となる。
2017年11月16日に開催された北見工業大学学長選考会議において次期学長候補者に選ばれ、翌2018年4月1日に学長に就任した（任期は2022年3月31日までの4年間）。
2022年4月1日に北海道国立大学機構に運営母体が移管され、北海道国立大学機構大学総括理事（北見工業大学学長）に就任した。その後、2024年3月31日に任期を満了した。

## 著書
- 鈴木聡一郎、角皆優人、佐藤紀隆『SKIの科学 コブ・新雪・ポール攻略編』洋泉社、2016年12月。ISBN 9784800310569。
- 『スキー技術の真実――理想的なターンを科学する』合同出版、2022年2月。ISBN 9784772662239。[3]